# Max Daetwyler

Max Daetwyler bei seiner Hochzeit mit Klara Brechbühl, 1918

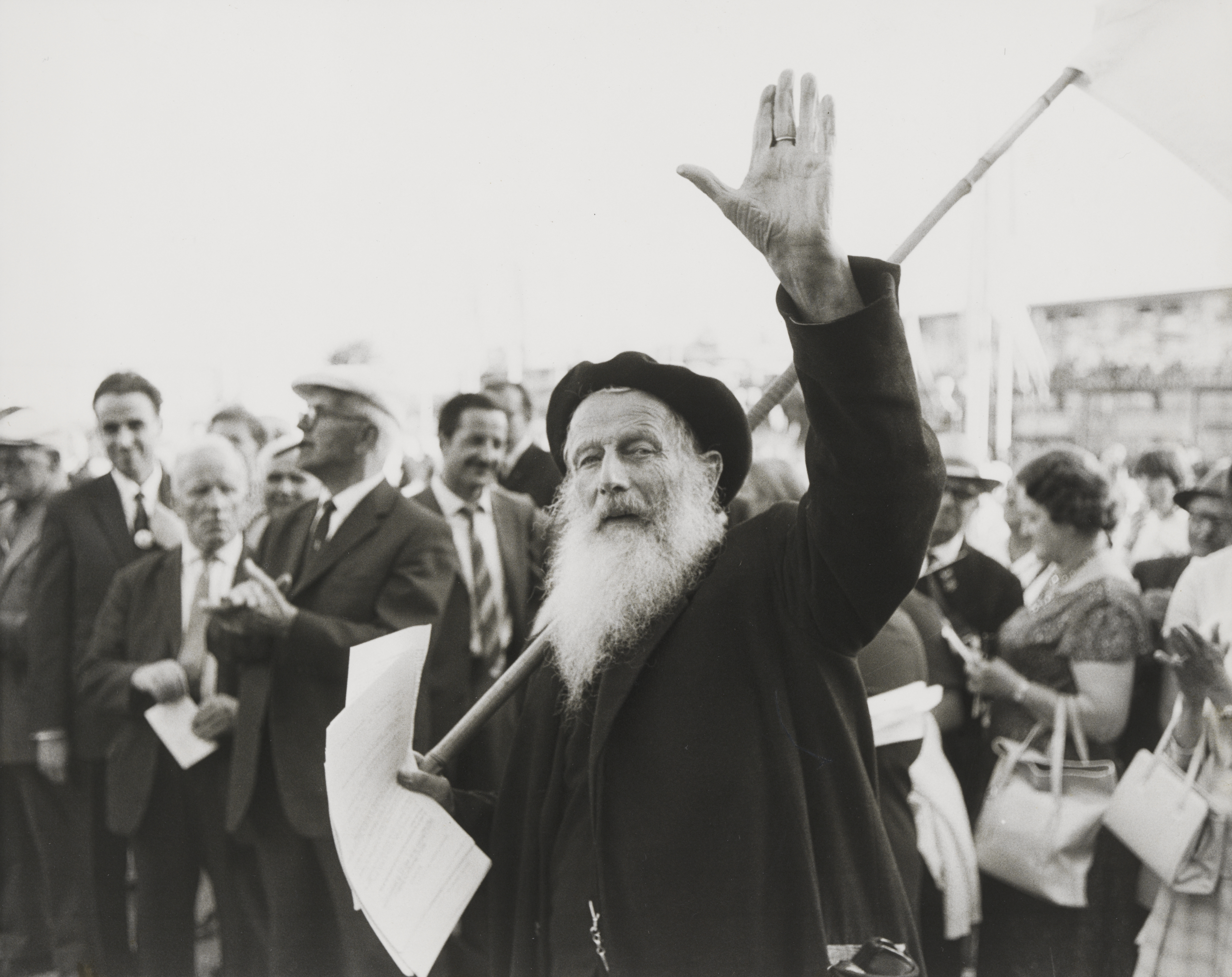
Max Daetwyler als «Friedensapostel» in Lausanne, 1969

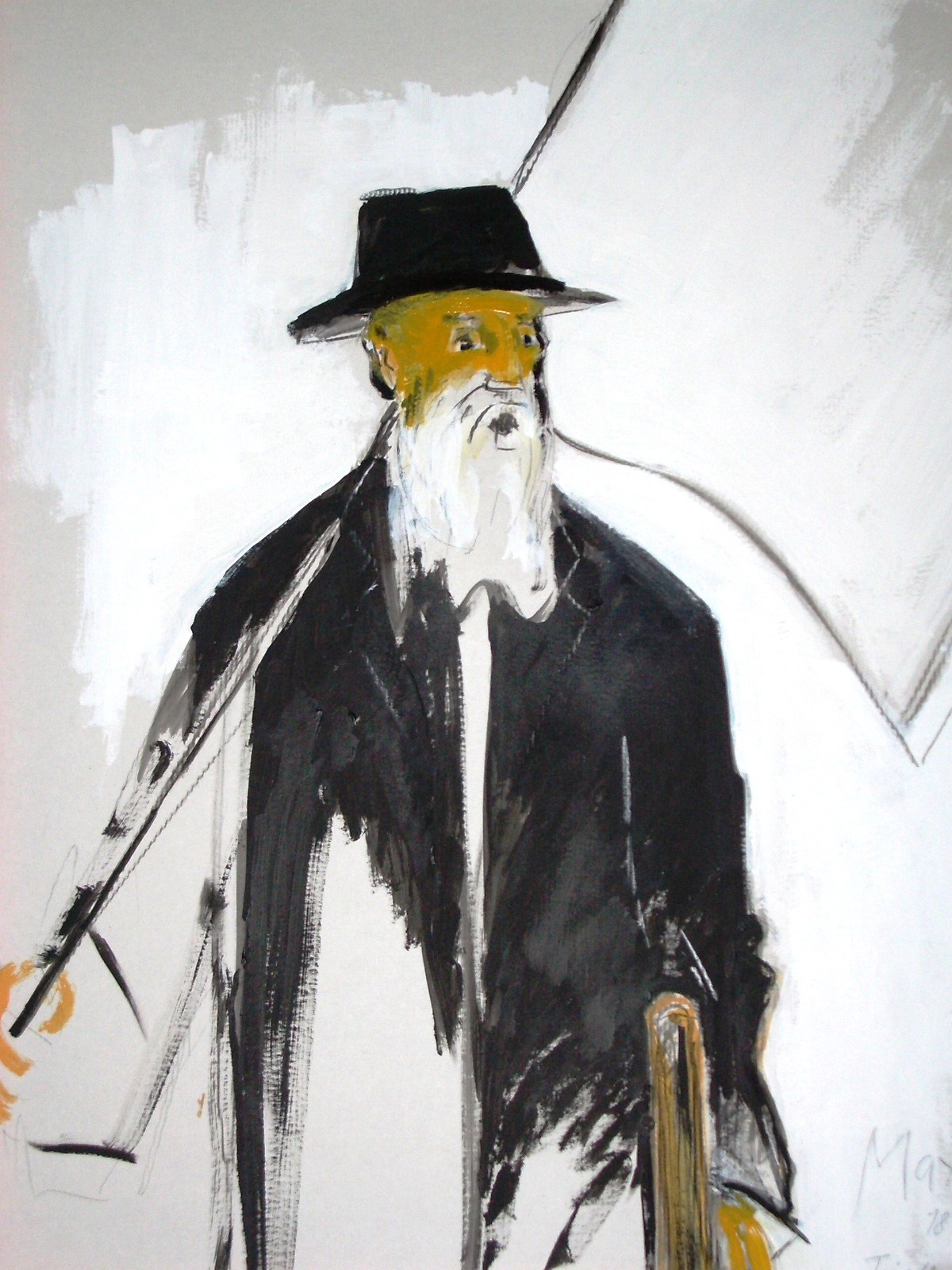
Porträt Daetwylers von Theo Dannecker, Ausstellung Frieden schaffen, Zürich 2008

Max Daetwyler (* 7. September 1886 in Arbon TG; † 26. Januar 1976 in Zumikon) war ein Schweizer Kriegsdienstverweigerer und Pazifist. Er gilt als eines der grossen Schweizer Originale des 20. Jahrhunderts.

## Leben
Max Daetwyler wuchs in Arbon am Bodensee als jüngstes von zwölf Kindern eines Hoteliers auf. Nach seiner Schulzeit in Arbon und einer kaufmännischen Lehre in Wattwil arbeitete er als Kellner in Rom, Paris und London, bevor er in Bern Gerant wurde. Bei der Schweizer Mobilmachung 1914 verweigerte er auf dem Kasernenplatz in Frauenfeld aus Protest gegen den Krieg den Fahneneid. Er wurde deshalb in die Psychiatrie eingewiesen und aus der Armee ausgeschlossen. Mehrere Male wollten die Behörden ihn aufgrund des psychiatrischen Gutachtens entmündigen. Dank der Weigerung seiner Heimatgemeinde Zumikon kam es jedoch nie dazu. Nach seiner Entlassung nach drei Monaten gründete er 1915 in Bern den Verein Friedensarmee.
Am 15. November 1917 organisierte er mit Max Rotter eine Kundgebung zur Beendigung des Krieges. Die Arbeiter von zwei Munitionsfabriken wurden überzeugt, ihre Arbeit niederzulegen. Daetwyler wurde verhaftet und nach Polizeigewahrsam erneut im Burghölzli psychiatrisch abgeklärt. Eine aufgebrachte Menge wollte ihn sofort nach der Festnahme befreien, es kam zu einer Strassenschlacht. Am folgenden Tag, während seiner Zeit in Polizeigewahrsam, kamen bei erneuten Krawallen ein Polizist, zwei Demonstranten und eine unbeteiligte Hausfrau ums Leben nebst 40 zum Teil schwer Verletzten. Nach seiner Entlassung heiratete Daetwyler Klara Brechbühl und zog nach Zumikon. Dort bestritt er mit einer Hühnerfarm,  Strickwaren, Zucht von Gemüse und Blumen sowie Bienenhaltung den Lebensunterhalt für seine Familie.
1932 marschierte er von Zürich aus an eine Abrüstungskonferenz des Völkerbundes nach Genf, erhielt dort jedoch keinen Einlass. Stattdessen kam es zu  einer Begegnung mit Mahatma Gandhi in Romain Rollands Haus am Genfersee. Nach einem Vorfall in einer Kirche in Zürich ein Jahr später wehrte er sich gegen ein psychiatrisches Gutachten, auch die Gemeinde Zumikon schrieb, es könne «in keiner Weise etwas Nachteiliges ausgesagt werden. Er verhält sich hier sehr ruhig und zurückgezogen, ist solid und arbeitsam. Wir sind im weiteren der Ansicht, dass Max Daetwyler weder geistesschwach noch geistesgestört ist.» Nach der Machtergreifung der Nazis reiste er nach München, verpasste Hitler aber um einen Tag. Er schrieb Hitler mehrere Briefe, ohne je eine Antwort zu erhalten.
Ab dem Zweiten Weltkrieg war die weisse Fahne seine ständige Begleiterin. 1950 trat Daetwyler aus der reformierten Landeskirche aus. Er reiste insbesondere nach dem Tod seiner Frau 1959 zu den Machtzentren und Krisenherden der Welt und trat für den Weltfrieden und die Abrüstung ein. Obwohl ihn Regierungsvertreter nur selten empfingen, wurde er als «Friedensapostel mit der weissen Fahne» zu einer weltbekannten Symbolfigur des Pazifismus. Gleichwohl wurde er auch in Österreich in eine Klinik eingewiesen, als er 1956 versucht hatte, nach Ungarn zu gelangen, dasselbe geschah in Frankreich, als er Präsident De Gaulle treffen wollte. Er reiste auch nach England, Ägypten und Israel. 1961 reiste er in die USA, wo er vom Presseattaché von Präsident Kennedy empfangen wurde, während er in Kuba wiederum keinen Erfolg hatte. Sein Angebot an Walter Ulbricht, die Berliner Mauer zu kaufen, wurde nicht, sein Besuch vor Ort mit Tränengas beantwortet.

## Werk
Daetwylers Pazifismus beruhte auf der christlichen Botschaft der Nächstenliebe und der Versöhnung der Völker nach einem Krieg. Er kämpfte für die Auflösung von Widersprüchen und der Doppelmoral des Staates, der nur existieren könne, wenn er Gewalt anwenden dürfe, während das Christentum jede Gewalt verbiete. Diese Doppelmoral sei der Auslöser des Ersten Weltkrieges gewesen. Er war ein Verfechter der konsequenten Gewaltlosigkeit nach dem Vorbild Gandhis. In dessen Sinne rief er in Europa für eine gewaltlose Lebensführung auf, zu der jeder einzelne durch passive Resistenz beitragen könne, zur Aufrichtung des «Vaterlandes aller Menschen», einer Einheit in politischer, wirtschaftlicher, religiöser Beziehung durch ein Leben in geistiger Harmonie.

## Zitat
„Der Krieg beginnt wie alles andere nicht dann, wenn er äusserlich in Erscheinung tritt, durch Fabrikation von Waffen, durch Militarisierung des Volkes, sondern er hat seinen Ursprung in der Gesinnung des Menschen, die verdorben sein muss, ehe sie die Vorbereitung des Krieges erlaubt.“

## Ehrungen
- Ausstellung im Schweizerischen Bundesarchiv Bern vom 16. Oktober–22. Dezember 1996. Anschliessend übernommen von der Museumsgesellschaft Arbon im Jahr 1997 sowie der Stadt Zürich mit der Gemeinde Zumikon im Jahr 1999.
- 2004 errichtete seine Wohngemeinde Zumikon ein Denkmal zum Gedenken an den Helden des Friedens.[8]
- Zur Fußball-Europameisterschaft 2008 wurde der Max-Daetwyler-Platz bei der S-Bahn-Station des Stade de Suisse in Bern fertiggestellt.

## Werke
- Wie kann der Friedensschluss befördert werden? Vortrag, Vereinigung Friedens-Armee, Arbeitsstelle (Bern), H. Jent, Bern 1915, OCLC 81594236.
- Die Friedensarmee, ein Programm zu Beseitigung des Krieges. 1916[9]
- Schweizerische Friedens-Zeitung: Organ der schweizerischen Friedensarmee. Zeitschrift, Daetwyler, Zürich Januar 1915 – April 1917, DNB 587184256.
- Das christliche Prinzip als Grundlage zur Beendigung des Krieges und zur Versöhnung der Völker nach dem Kriege. Friedens-Predigt. Neue Zürcher Zeitung, Zürich 1916 OCLC 699528628
- Daetwyler als Dienstverweigerer. Trösch, Olten 1919, DNB 572659458
- Erlebnisse in der Irrenanstalt. Internationale Friedens-Armee, Zumikon 1919, OCLC 79815561.
- Also spricht Daetwyler. Internationale Friedens-Armee, Zumikon 1930, OCLC 77981289

## Literatur

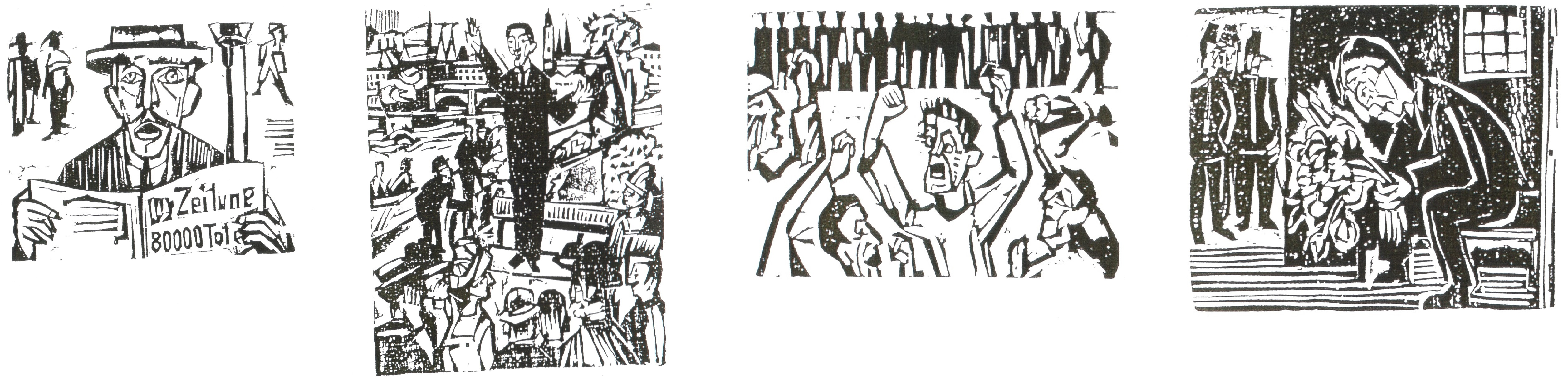
Holzschnitte von Ernst Ludwig Kirchner aus dem Buch Neben der Heerstrasse, Erzählung Der Friedensapostel von Jakob Bosshart